# Metoponrhis marginata
Metoponrhis marginata är en fjärilsart som beskrevs av George Francis Hampson 1897. Metoponrhis marginata ingår i släktet Metoponrhis och familjen nattflyn. Inga underarter finns listade i Catalogue of Life.